# Alternativní rock

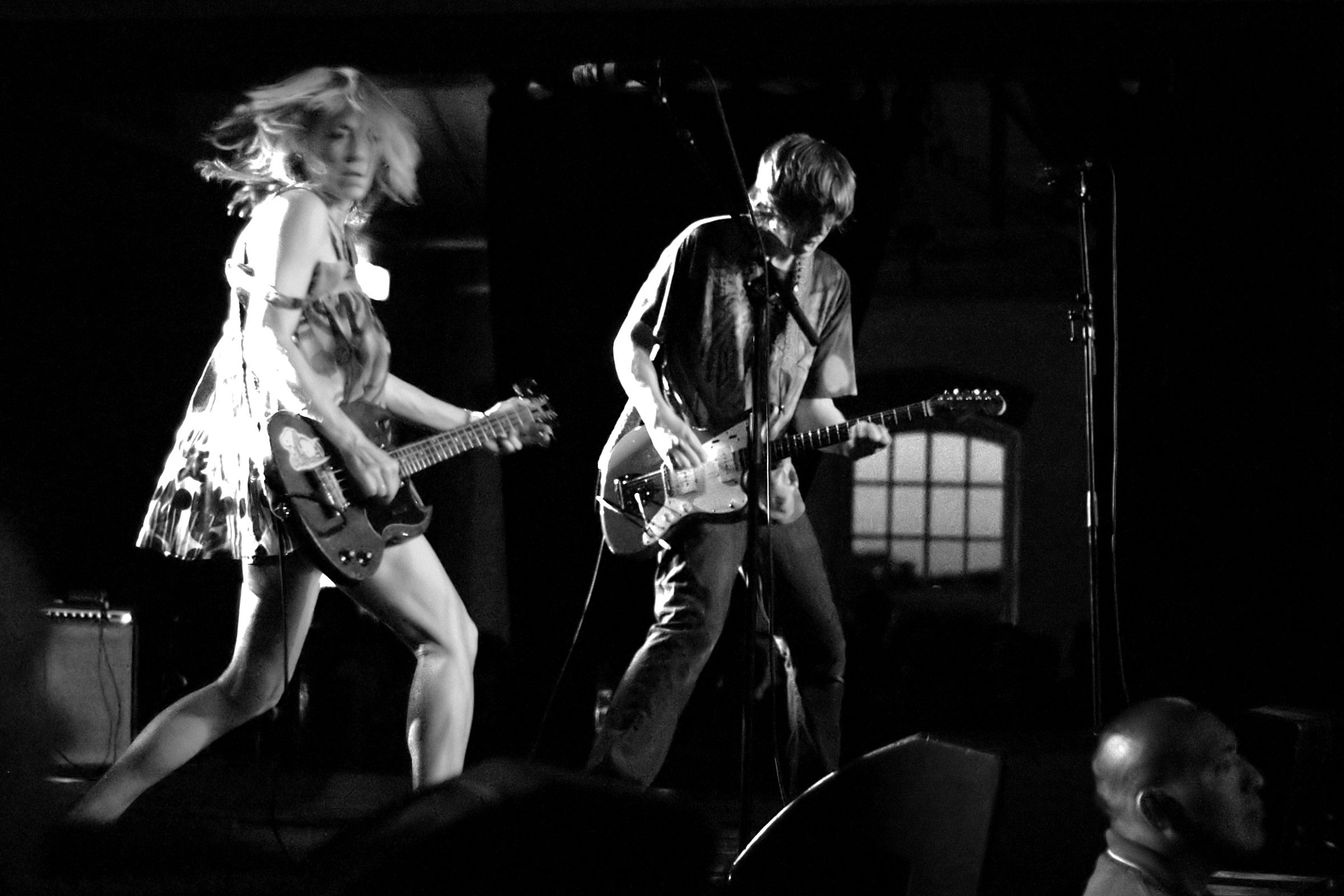
Sonic Youth

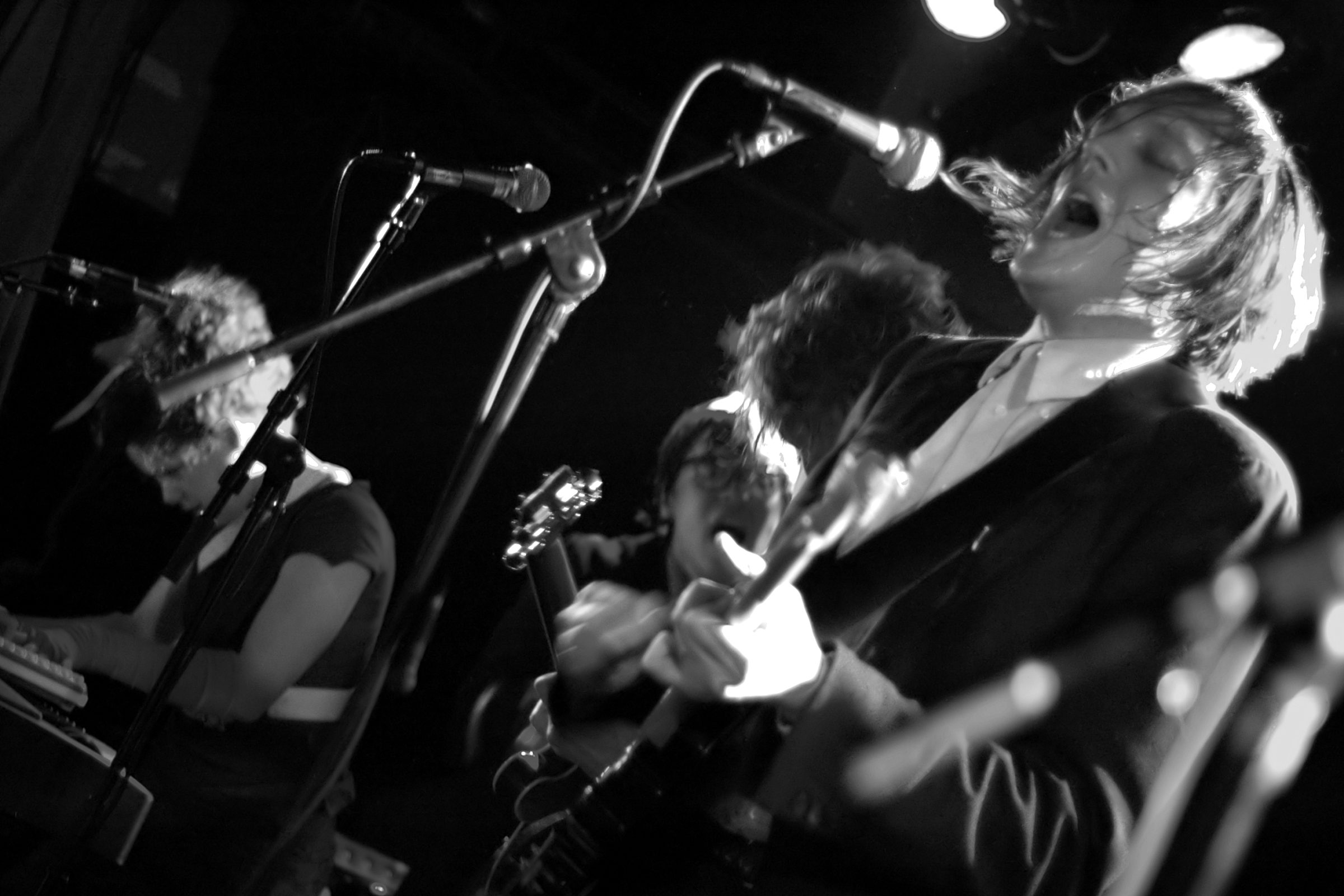
Arcade Fire

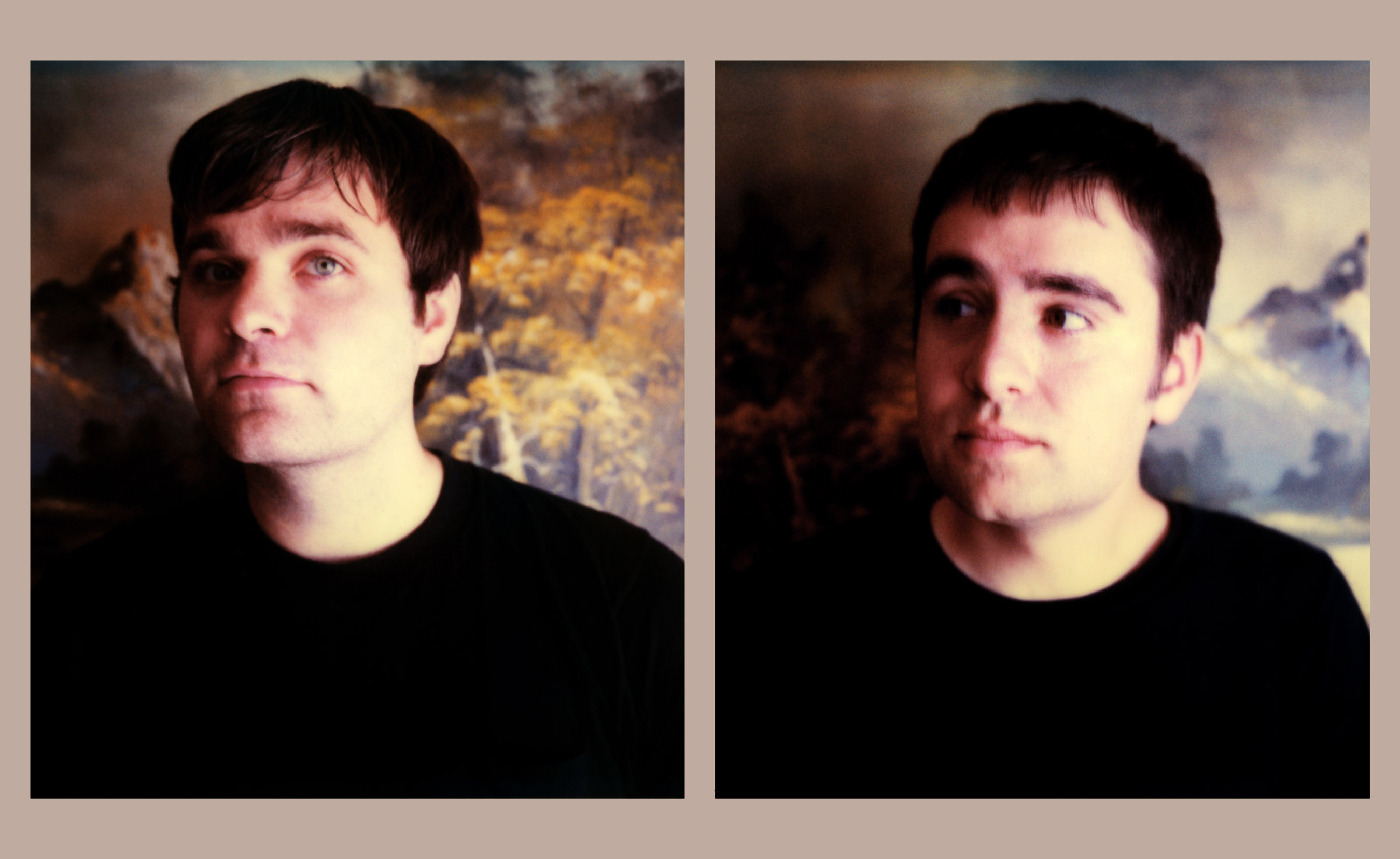
The Postal Service

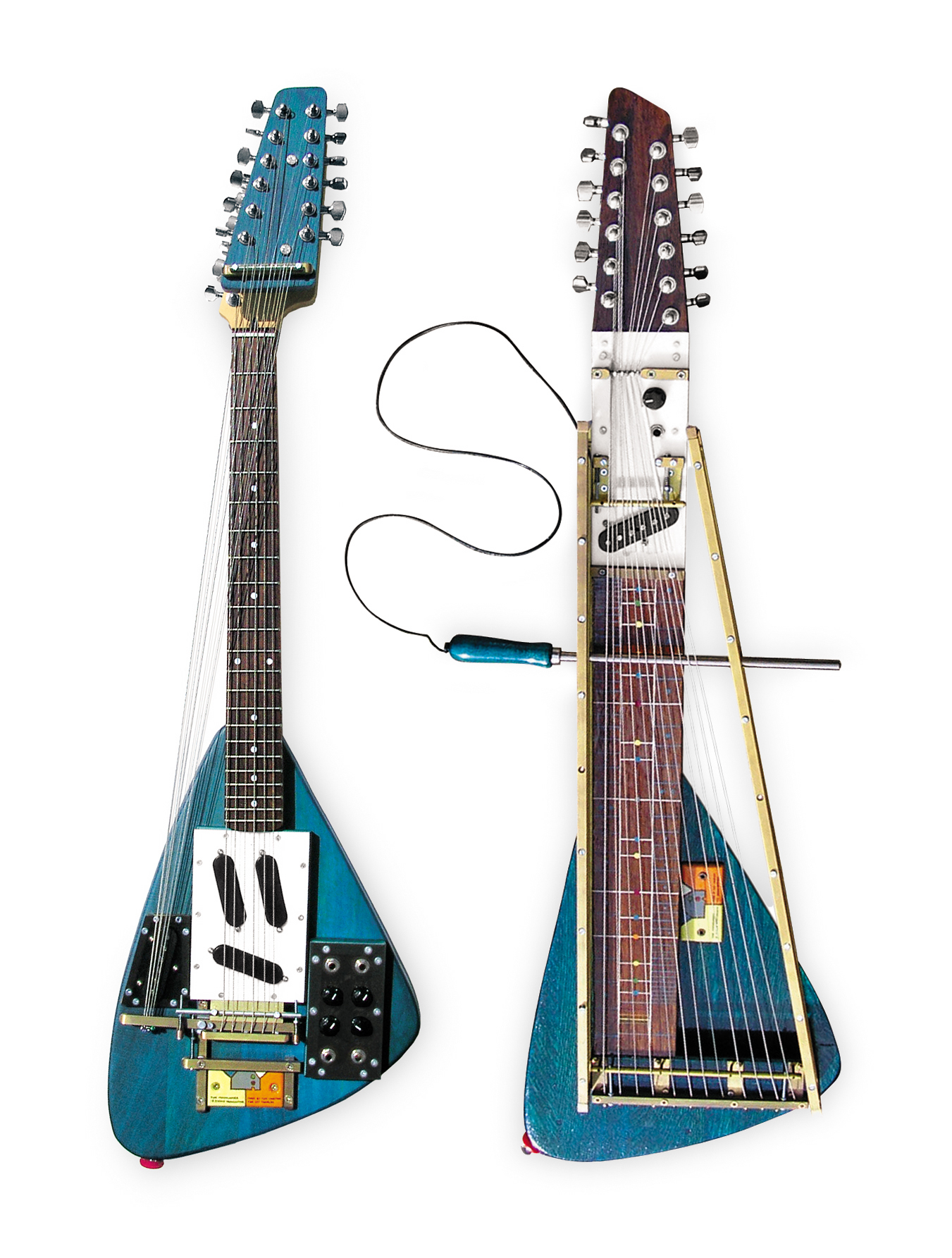
Moonlander, Lee Ranaldo, Sonic Youth & Moodswinger, Liars

Alternativní rock (také alternativní hudba, alternativa) je žánr rockové hudby, který vznikl na přelomu 70. a 80. let a populárním se stal v průběhu 90. let 20. století.
Tento termín se v 80. letech začal používat pro skupiny inspirované punkem, které svou hudbu vydávaly u nezávislých hudebních vydavatelství.
Jako žánr alternativní rock obsahuje různé subžánry, které vzešly z nezávislé scény, jako grunge, britpop, a nezávislý pop. Tyto žánry mají s punkem společnou jeho filozofii, a často silně vycházejí z jeho hudebních postupů, které byly základem pro alternativní hudbu 70. a 80. let.
I když je tento žánr pojmenovaný jako rock, jeho subžánry jsou krom jiného ovlivňované i folkem, reggae, elektronickou hudbou a jazzem. Někdy byl termín alternativní rock používaný i pro rockovou hudbu undergroundové scény 80. let, všech následovníků punk rocku (včetně New wave a post-punku) a paradoxně i pro rockovou hudbu 90. let a i dnes po roce 2018.

## Skupiny
- 30 Seconds To Mars
- Alice in Chains
- The All-American Rejects
- Anavae
- Animal Collective
- Arctic Monkeys
- Audioslave
- Band of Skulls
- Billy Talent
- Blind Melon
- Blonde Redhead
- Cage The Elephant
- Coldplay
- The Cure
- The Driver Era
- Eclipses For Eyes
- Editors Enon
- Faith No More
- Fall Out Boy
- Foals
- Foo Fighters
- Ghost Atlas
- Green Day
- Holispark
- Hollywood Undead
- Imagine Dragons
- The Kooks
- Kreatiivmootor
- Liam Finn
- Libertines
- Linkin Park
- Liquido
- Liz Fair
- Lostprophets
- Lucie
- Mayday Parade
- MGMT
- Muse
- My Chemical Romance
- Mňága a Žďorp
- The Neighbourhood
- Nine Inch Nails
- Nirvana
- Nothing but Thieves
- Oasis
- The Offspring
- Panic! at the Disco
- Paramore
- Pearl Jam
- Pixies
- Placebo (skupina)
- Poets of the Fall
- Primus
- R.E.M.
- Radiohead
- The Rasmus
- Red Hot Chili Peppers
- The Replacements
- ReWake
- The Score
- The Script
- Silverchair
- Simple Plan
- Skillet
- Skunk Anansie
- Smashing Pumpkins
- The Smiths
- Sonic Youth
- Soundgarden
- The Subways
- Switchfoot
- Temple of the Dog
- The Thermals
- Three Days Grace
- Tonecat
- Twenty One Pilots
- U2
- Wellmess
- The xx
- Yo La Tengo